# Кальбах
Кальбах (нем. Kalbach) — община в Германии, в земле Гессен. Подчиняется административному округу Кассель. Входит в состав района Фульда. Население составляет 6304 человека (на 31 декабря 2010 года). Занимает площадь 70,64 км².